# ههمن (دهانه)
ههمن یک دهانه برخوردی در ماه‌ است.

## دهانه‌های اقماری
این دهانه ۱ دهانه اقماری دارد.
| Hohmann | عرض جغرافیایی | طول جغرافیایی | قطر          |
| ------- | ------------- | ------------- | ------------ |
| Q       | ۲۱.۸° S       | ۹۸.۱° W       | ۱۵.۰ کیلومتر |